# 松山市立窪田小学校
松山市立窪田小学校（まつやましりつ くぼたしょうがっこう）は、愛媛県松山市東部の久米窪田町にある公立小学校。

## 概要

### 校区
- 窪田小学校は、北久米小分離後も、児童数の増加に対応しきれなくなった久米小学校の再分割で誕生した、松山市では2番目に新しい公立小学校である。校区は分離前の久米小学校区のうち国道11号の南側のほぼ全域。久米中学校も同校校区内にあたる。

### 規模
- 松山市内の小学校では比較的小規模である。

また生徒の人数が減少しており、1学年4つの教室があるが2005年度より完全に2クラスとなった。

### 教育方針
- 人間性豊かな、たくましい窪田っ子の育成

## 沿革
- 1994年4月 - 松山市立久米小学校の児童数増加により分離。開校時児童数601名・18学級